# Église épiscopalienne de Jérusalem et du Moyen-Orient
L'Église épiscopalienne de Jérusalem et du Moyen-Orient est une des provinces ecclésiastiques de la Communion anglicane. Elle est en 2023 présidée par Hosam Naoum (en), évêque diocésain de Chypre et du Golfe.
La province comprend quatre diocèses :
- le diocèse de Jérusalem (Israël, Jordanie, Liban, Syrie et Palestine)
- le diocèse de Chypre et du Golfe (péninsule Arabique et Irak)
- le diocèse d'Égypte
- le diocèse d'Iran

L'Église est membre du Conseil des Églises du Moyen-Orient.